# Chaetophora hirsuta
Chaetophora hirsuta is een keversoort uit de familie pilkevers (Byrrhidae). De wetenschappelijke naam van de soort is voor het eerst geldig gepubliceerd in 1872 door Seidlitz.